# Ceromidae
Ceromidae vormen een familie van spinachtigen die behoren tot de orde rolspinnen (Solifugae).

## Naam en indeling
De wetenschappelijke naam van de groep werd voor het eerst voorgesteld door Carl Friedrich Roewer in 1933. De familie wordt verdeeld in 21 soorten en vier geslachten, waarvan er één is uitgestorven. Onderstaand een lijst van de geslachten volgens ITIS, tenzij anders vermeld.
- Geslacht Ceroma
- Geslacht Ceromella
- Geslacht Toreus
- † Geslacht Cratosolpuga[1]

## Verspreidingsgebied
De vertegenwoordigers van de familie komen voor in delen van zuidelijk Afrika.